# Ilienses

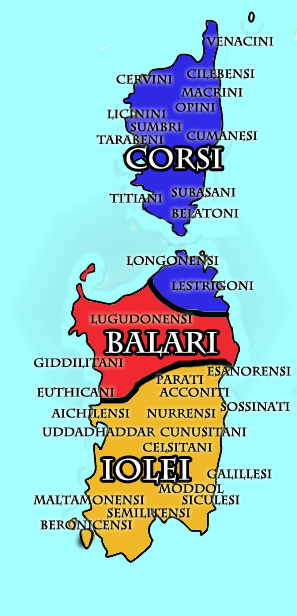
Carte des principales ethnies préromaines de Corse et de Sardaigne : en bleu les Corses, en rouge les Bàlari, en jaune les Ilienses.

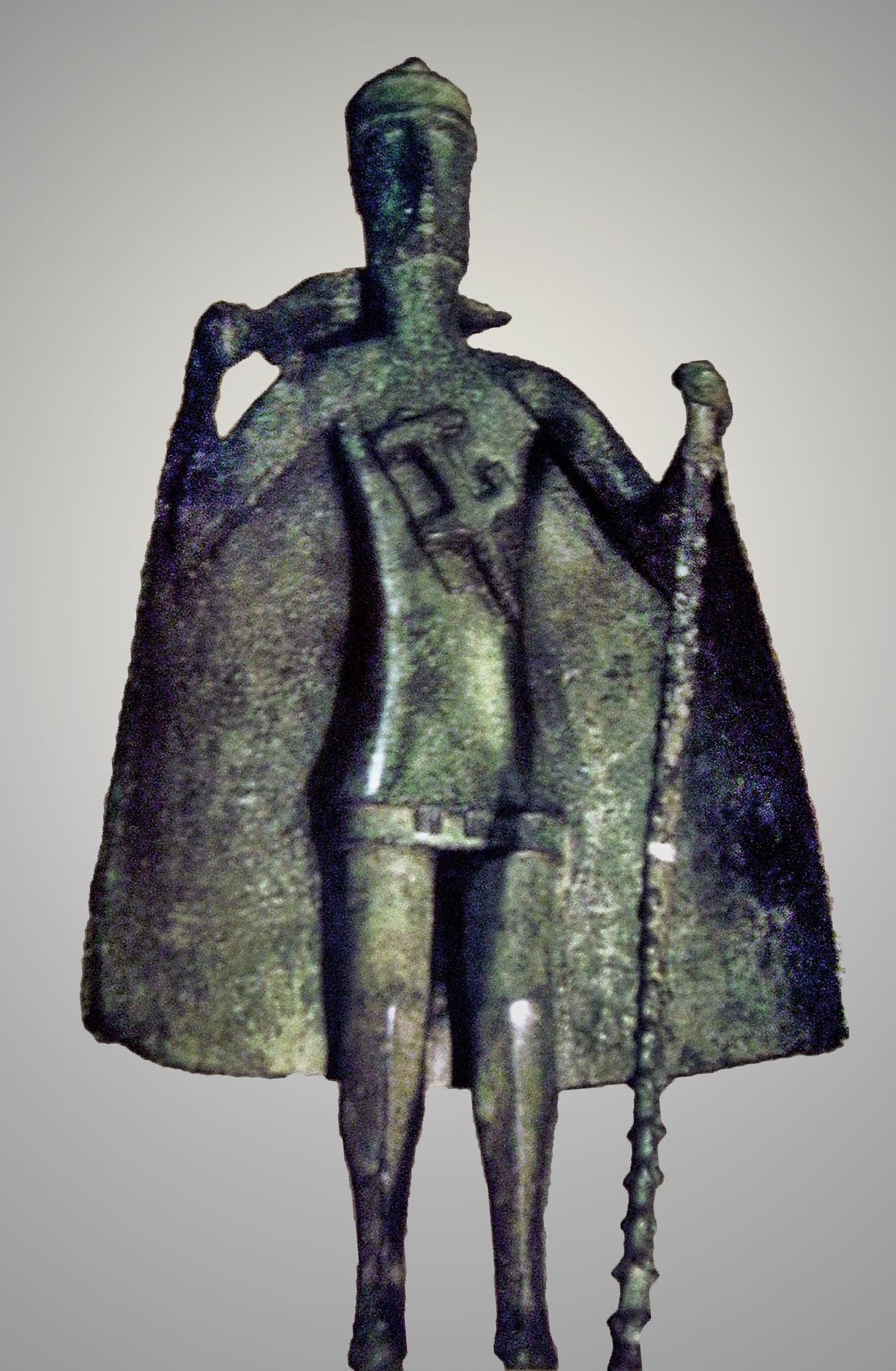
Bronzetto sarde (chef de tribu)

Les Ilienses, ou Iolei, sont une population préromaine de la Sardaigne méridionale. Au Ier millénaire av. J.-C., la tribu des Ilienses est avec celles des Corses et des Bàlari l'une des principales ethnies de Sardaigne.

## Légendes
Selon la légende, les habitants antiques de Troie, après la chute de leur ville, se seraient établis dans cette zone de la Sardaigne, d'où le nom de Ilienses, ressemblant à Ilios (en grec ancien Ἴλιος), autre nom grec de la ville de Troie. Un autre mythe suggère que l’étymologie de leur nom proviendrait de Iolaos, le héros qui a conduit les Thespiens, habitants de la cité état de Thespies, en Béotie, jusqu'en Sardaigne, où il aurait fondé une colonie. 

## Origine
Selon l'archéologue Giovanni Ugas, cette population paléosarde serait issue des Shardanes de l'Âge du bronze, cités par les Égyptiens parmi les Peuples de la mer attaquant l'Égypte vers 1200 av. J.-C.. L'archéologie et la génétique tendent à indiquer une origine néolithique, c'est-à-dire pré-indo-européenne.

## Aire géographique
Les Ilienses sont une population de pâtres-guerriers qui habitait au Ier millénaire av. J.-C. la Sardaigne méridionale et qui s'est réfugiée à l'intérieur des terres pendant la domination carthaginoise puis romaine, dans une zone comprise entre les monts du monte Limbara, le Goceano, les monts des Alà et la haute  Ogliastra.
Leur territoire s'étendait de la plaine du Campidano, aussi appelée « Piana Iolea », jusqu'au fleuve Tirso au Nord, où débutait le territoire des Bàlari, où a été trouvée l'inscription latine ILI-IUR-IN NVRAC SESSAR .

## Citations antiques
« D'abord les Carthaginois et ensuite les Romains les combattirent souvent mais faillirent dans leur objectif. » (Diodore de Sicile, IV, 30)

« Les Carthaginois, pendant leur période dominante, grâce à leur flotte soumirent tous ceux qui se trouvaient en Sardaigne, sauf les Ilienses, localisés dans la Marghine et le Goceano. » (Pausanias le Périégète, Voyage en Grèce, livre 10, chapitre 17, 5)